# Caught in the Act
Caught in the Act es el segundo álbum en vivo lanzado por el cantante Canadiense de Jazz Crooner Michael Bublé. Fue filmado y grabado en el Wiltern Theatre de Los Ángeles. El concierto grabado se emitió por PBS en forma de episodio en Great Performances. Posteriormente el mismo fue lanzado en formato DVD junto con un CD vendido en un pack conjunto que incluyó ambas piezas. El CD de audio solamente cuenta con ocho canciones de todas las que incluye el DVD . El concierto cuenta con algunos artistas invitados tales como Laura Pausini, Chris Botti y Josh Groban.

## Lista de canciones
Disco Uno (CD de audio)
1. "Feeling Good" (Leslie Bricusse, Anthony Newley)
2. "Summer Wind" (Henry Mayer, Johnny Mercer)
3. "Home" (Michael Bublé, Alan Chang, Amy Foster-Gillies)
4. "You and I" (Stevie Wonder)
5. "The More I See You" (Mack Gordon, Harry Warren)
6. "You'll Never Find Another Love Like Mine" (Gamble and Huff) (dueto con Laura Pausini)
7. "Can't Buy Me Love" (John Lennon, Paul McCartney)
8. "Smile" (Charlie Chaplin, Geoffrey Parsons, John Turner)

Disco Dos (DVD)
1. "Feeling Good" (Leslie Bricusse, Anthony Newley)
2. "Sway" (Pablo Beltrán Ruiz, Norman Gimbel)
3. "Try a Little Tenderness" (Jimmy Campbell, Reginald Connelly, Harry M. Woods)
4. "Fever" (Eddie Cooley, Otis Blackwell)
5. "Come Fly With Me" (Jimmy Van Heusen, Sammy Cahn)
6. "Moondance" (Van Morrison)
7. "You Don't Know Me" (Eddy Arnold, Cindy Walker)
8. "That's All" (Alan Brandt, Bob Haymes)
9. "For Once in My Life" (Ron Miller, Orlando Murden)
10. "You'll Never Find Another Love Like Mine" (Gamble and Huff) (dueto con Laura Pausini)
11. "This Love" (Jesse Carmichael, Adam Levine)
12. "I've Got You Under My Skin" (Cole Porter)
13. "Home" (Michael Bublé, Alan Chang, Amy Foster-Gillies)
14. "The More I See You" (Mack Gordon, Harry Warren)
15. "Save the Last Dance for Me" (Doc Pomus, Mort Shuman)
16. "How Sweet It Is" (Lamont Dozier, Brian Holland, Eddie Holland)
17. "Crazy Little Thing Called Love" (Freddie Mercury)
18. "Song for You" (Leon Russell)
19. "Song for You" (Leon Russell) (dueto con Chris Botti)

DVD Bonus
"A Backstage Pass"

## Ficha técnica
- Voces: Michael Bublé
- Dirección musical, piano: Alan Chang
- Guitarra: Randy Napoleon
- Batería: Robert Perkins
- Bajo: Craig Polasko
- Saxo Tenor: Mark Small
- Saxo Alto: Robert Wilkerson
- Saxo Barítono: Frank Basile
- Trombón: Josh Brown
- Trombón: Nick Vagenas
- Trompeta principal: Jumaane Smith
- Trompeta: Bryan Lipps
- Trompeta: Justin Ray

## Posiciones en ranking

### Álbum
| Año  | Ranking              | Posición |
| ---- | -------------------- | -------- |
| 2005 | U.S. Billboard 200   | 82       |
| 2005 | U.S. Top Jazz Albums | 2        |